# ممدوح عزام
ممدوح عزام هو روائي سوري، وهو عضو في جمعية القصة والرواية السورية، ولد في محافظة السويداء عام 1950.

## حياته
هو روائي سوري درس في مدارس محافظة السويداء قبل أن ينتقل لدراسة الأدب العربي في جامعة دمشق، عمل مدرسا في الجمهورية العربية السورية، وبدأ حياته أديبا في عام 1985 بعد نشر مجموعته القصصية الأولى بعنوان نحو الماء من منشورات وزارة الثقافة السورية، أعماله الروائية كانت تحاكي مواضيع الكفاح الإنساني والحياة الخاصة بالناس المهمشين على الأرض اللذين يعيشون رحلة تحدي في التعبير عن الذات في مجتمعاتهم المغلقة، لكنه يصف دائما ما بكتبه بأنها موجودة في بيئة الجنوب السوري.

## من مؤلفاته
للكاتب ممدوح عزام عدد من الروايات والمجموعات القصصية والأعمال المشتركة:
- نحو الماء (مجموعة قصصية)، وزارة الثقافة، 1985.
- معراج الموت، دار الأهالي، دمشق، 1987، طبعة أولى. دار البلد، دمشق، 2003، طبعة ثانية.
- قصر المطر، وزارة الثقافة، دمشق، 1998، طبعة أولى. المركز الثقافي العربي، بيروت ودار البلد، دمشق، طبعة ثانية، 2003.
- جهات الجنوب، دار ورد، دمشق، 2000.
- الشراع (مجموعة قصصية)، وزارة الثقافة، دمشق، 2000.
- أرض الكلام، دار المدى، دمشق، 2005.[2]
- نساء الخيال، 2011.
- أرواح صخرات العسل، 2018.
- لا تخبر الحصان، 2019.
- صفحات من دفتر قديم تأليف جماعي

## وصلات خارجية
- صفحته على موقع غود ريدز.
- مقالاته على موقع الجمهورية.نت
- مقالاته على موقع جريدة السفير.